# Jean-François Berthet
Jean-François Berthet (Lorient, 23 de agosto de 1969) es un deportista francés que compitió en vela en la clase 470. Su hermano Gwenaël también compitió en vela.
Ganó una medalla de plata en el Campeonato Mundial de 470 de 1993 y una medalla de bronce en el Campeonato Europeo de 470 de 1989. Participó en los Juegos Olímpicos de Atlanta 1996, ocupando el sexto lugar en la clase 470.

## Palmarés internacional
| \| Campeonato Mundial \| Campeonato Mundial \| Campeonato Mundial \| Campeonato Mundial \| \| Año \| Lugar \| Medalla \| Clase \| \| ------------------ \| ----------------------- \| ------------------ \| ------------------ \| \| 1993 \| Crozon-Morgat (Francia) \| Medalla de plata \| 470 \| \| Campeonato Europeo \| \| \| \| \| Año \| Lugar \| Medalla \| Clase \| \| 1989 \| Balatonfüred (Hungría) \| Medalla de bronce \| 470 \| |                         |                   |       |
| Campeonato Mundial |                         |                   |       |
| Año | Lugar                   | Medalla           | Clase |
| 1993 | Crozon-Morgat (Francia) | Medalla de plata  | 470   |
| Campeonato Europeo |                         |                   |       |
| Año | Lugar                   | Medalla           | Clase |
| 1989 | Balatonfüred (Hungría)  | Medalla de bronce | 470   |